# Queen of Katwe
Queen of Katwe (bra: Rainha de Katwe) é um filme estado-unidense de 2016, dos géneros drama biográfico e desporto, realizado por Mira Nair, com roteiro de William Wheeler, com base na obra The Queen of Katwe: A Story of Life, Chess, and One Extraordinary Girl’s Dream of Becoming a Grandmaster de Tim Crothers. Protagonizado por David Oyelowo, Lupita Nyong'o e Madina Nalwanga, o filme descreve a vida de Phiona Mutesi, uma xadrezista ugandesa nascida na cidade de Katwe, que tornou-se uma Candidata a Mestre após seus desempenhos nas Olimpíadas de Xadrez.
O filme foi produzido pela Walt Disney Pictures e ESPN Films e teve um lançamento limitado na América do Norte a 23 de setembro de 2016, sendo lançado posteriormente em todos os cinemas a 30 de setembro do mesmo ano. Foi exibido no Festival Internacional de Cinema de Toronto em 2016. No Brasil, foi lançado em 24 de novembro de 2016.

## Elenco
- Madina Nalwanga como Phiona Mutesi[10]
- David Oyelowo como Robert Katende[6]
- Lupita Nyong'o como Nakku Harriet[6]
- Martin Kabanza como Mugabi Brian
- Edgar Kanyike como Joseph
- Taryn Kyaze como Night (como Taryn "Kay" Kyaze)[11]
- Maurice Kirya como Theo[12]
- Ntare Mwine como Tendo
- Ronald Ssemaganda como Ivan
- Nikita Waligwa como Gloria
- Esther Tebandeke como Sara Katende

## Produção

### Desenvolvimento e seleção de elenco
Em 2012, Tim Crothers publicou um livro para a ESPN, intitulado The Queen of Katwe: A Story of Life, Chess, and One Extraordinary Girl's Dream of Becoming a Grandmaster, que conta sobre a vida de Phiona Mutesi. A Walt Disney Pictures comprou os direitos de adaptação do livro para o cinema no mesmo ano. Tendo Nagenda, o diretor criativo sénior da Walt Disney Studios e descendente de ugandeses, foi o responsável pela elaboração do projeto que estava em produção. Tendo Nagenda visitou Mira Nair na sua casa no Uganda, para contar a história de Phiona Mutesi, que a cativou e disse: "Sempre estive rodeada por estas histórias locais, mas não fazia nada no Uganda desde 1991. Eu amo qualquer história sobre pessoas que fazem algo a partir do nada." Mira Nair reuniu-se com Phiona Mutesi, sua mãe Nakku Harriet e o grupo de xadrez liderado pelo treinador Robert Katende. Mira Nair convidou então o argumentista William Wheeler que viajou até Campala para realizar as entrevistas com as principais personalidades, como base para o argumento. Nair rodou uma curta destinada ao grande público e apresentou à Disney, para atenuar as preocupações do estúdio sobre a história do filme que estava sendo rodado por inteiro em África.
David Oyelowo e Lupita Nyong'o foram integrados no elenco em janeiro de 2015 para os papéis de Robert Katende e Harriet Mutesi, respetivamente. Lupita Nyong’o e David Oyelwolo foram a primeira escolha de Mira Nair para os papéis. Lupita Nyong'o disse que sua decisão de interpretar Nakku Harriet ocorreu após ler as dez primeiras páginas do roteiro, declarando-se: "Foi a primeira vez que senti-me realmente despertada e super desafiada por um argumento." David Oyelowo aceitou imediatamente o papel e viu o filme como uma "obra subversiva" no que diz respeito à falta de diversidade no cinema estado-unidense contemporâneo. Mira Nair afirmou que encontrar uma atriz para o papel de Phiona Mutesi foi o processo mais difícil. A seleção para o papel de Phiona Mutesi realizou-se entre julho e dezembro de 2014, com a equipa de produção a fazer as audições com cerca de setecentas mulheres. A realizadora do filme escolheu a dançarina ugandesa Madina Nalwanga para o papel de Phiona Mutesi, após encontra-lá numa aula de dança da comunidade.

### Rodagem
A rodagem teve início em abril de 2015. O filme foi rodado inteiramente nos bairros de lata de Katwe em Campala, no Uganda e em Joanesburgo, na África do Sul. Nas ruas tinham cem ugandeses locais a participar em partes menores do filme, mas oitenta deles não possuíam qualquer experiência na câmara. Mira Nair e o diretor de fotografia Sean Bobbitt formularam as diferentes abordagens visuais das várias partidas que Phiona Mutesi jogou. Robert Katende, que estava presente durante o período da rodagem, projetou as partidas, enquanto que Mira Nair e Sean Bobbitt trabalharam em cada rodagem individual. As cenas com os múltiplos jogos de xadrez que ocorreram posteriormente, tornaram-se mais complicadas, porque a folha de serviço teria movimentos reais sobre elas. Mira Nair, juntamente com o editor Barry Alexander Brown cortou os jogos emocionais e tornou-os mais dramáticos. A produção foi finalizada em junho de 2015, após cinquenta e quatro dias de rodagem.

### Banda sonora
Alex Heffes compôs a banda sonora do filme. Alicia Keys escreveu e gravou a canção "Back to Life" para o filme. O álbum de banda sonora será lançado a 23 de setembro de 2016 pela Walt Disney Records.
| Lista de faixas |                            |                               |         |  |
| N.º             | Título                     | Artista(s)                    | Duração |  |
| 1.              | "#1 Spice"                 | HAB e Young Cardamom          | 3:50    |  |
| 2.              | "Sekem"                    | MC Galaxy                     | 3:58    |  |
| 3.              | "Budo!"                    | Alex Heffes                   | 2:05    |  |
| 4.              | "Tuli Kubigere"            | A Pass                        | 3:17    |  |
| 5.              | "Bomboclat" (feat. Weasel) | Jose Chameleone               | 3:45    |  |
| 6.              | "Brian, My Brother!"       | Alex Heffes                   | 1:00    |  |
| 7.              | "Skelewu"                  | Davido                        | 3:09    |  |
| 8.              | "Juicy"                    | Radio e Weasel                | 3:46    |  |
| 9.              | "It Is Fine"               | Alex Heffes                   | 1:03    |  |
| 10.             | "Engoma Yange"             | Nsubuga Saava Karim           | 4:26    |  |
| 11.             | "Wuuyo"                    | A Pass                        | 4:21    |  |
| 12.             | "Oswadde Nnyo"             | Afrigo Band e Moses Matovu    | 3:29    |  |
| 13.             | "Mbilo Mbilo"              | Eddy Kenzo                    | 3:50    |  |
| 14.             | "Escape from Hospital"     | Alex Heffes                   | 0:57    |  |
| 15.             | "Nfunda N'omubi"           | Afrigo Band e Joanita Kawalya | 2:48    |  |
| 16.             | "Kiwani"                   | Bobi Wine                     | 4:49    |  |
| 17.             | "The Promise of Harriet"   | Alex Heffes                   | 1:16    |  |
| 18.             | "Kyempulila"               | A Pass                        | 2:26    |  |
| 19.             | "Home Again"               | Michael Kiwanuka              | 3:31    |  |
| 20.             | "Back to Life"             | Alicia Keys                   | 4:54    |  |
| Duração total:  | Duração total:             | Duração total:                | 62:40   |  |

## Lançamento
Queen of Katwe estreou no Festival Internacional de Cinema de Toronto em 10 de setembro de 2016. O filme também foi exibido no Festival Mundial Urbano em 22 de setembro de 2016 e no Festival de Cinema de Londres em 9 de outubro de 2016.

## Recepção

### Bilheteria
Queen of Katwe foi lançado de forma limitada em 23 de setembro de 2016, arrecadando US$ 82 mil na sexta, com média de US$ 1 577 por tela em 52 salas de cinema. No fim de semana de lançamento, arrecadou US$ 304 933, com média de US$ 5 864 por tela. Foi lançado nacionalmente em 30 de setembro de 2016, arrecadando US$ 2,5 milhões em 1 242 telas em sua primeira semana.

### Resposta da crítica
No site Rotten Tomatoes, o filme possui um índice de aprovação de 71%, baseado em dezessete avaliações, com uma nota média de 6,7/10.

## Estudo acadêmico
De acordo com um estudo do departamento de Economia da Universidade de Oxford, 1500 estudantes do ensino médio em Kampala foram levados ao cinema para assistir ao filme Rainha de Katwe ou ao filme O Lar das Crianças Peculiares/A Casa da Senhora Peregrine para Crianças Peculiares (Miss Peregrine's Home for Peculiar Children), entre uma semana e um mês antes de fazer seus exames nacionais de qualificação. Aqueles que assistiram a Rainha de Katwe receberam notas melhores do que aqueles que assistiram ao outro filme, sendo que os benefícios da motivação foram mais notados entre as meninas.